# Mikkayla Sheridan
Mikkayla Paige Sheridan (20 de enero de 1995) es una deportista australiana que compite en natación. Ganó una medalla de oro en el Campeonato Pan-Pacífico de Natación de 2018, en la prueba de 4 × 200 m libre.

## Palmarés internacional
| Campeonato Pan-Pacífico | Campeonato Pan-Pacífico | Campeonato Pan-Pacífico | Campeonato Pan-Pacífico |
| Año                     | Lugar                   | Medalla                 | Prueba                  |
| ----------------------- | ----------------------- | ----------------------- | ----------------------- |
| 2018                    | Tokio (Japón)           | Medalla de oro          | 4 × 200 m libre         |